# Arnu Fourie
Arnu Fourie (ur. 23 kwietnia 1985 w Bloemfontein) – południowoafrykański lekkoatleta.

## Kariera
W 2003 w wyniku wypadku na łodzi motorowej stracił lewą nogę poniżej kolana. W 2008 wystartował na Letnich Igrzyskach Paraolimpijskich w Pekinie zdobywając 4. miejsce w biegu na 100 metrów i 6. miejsce w finale na 200 metrach. W 2011 został dwukrotnie złotym medalistą na Mistrzostwach Świata w Lekkoatletyce IPC w Christchurch w Nowej Zelandii oraz w IAAF Golden League Meet w Paryżu. Jest zdobywcą złotego i brązowego medalu na  Letnich Igrzyskach Paraolipijskich w Londynie.